# 코와리
코와리(영어: kowari, 학명: Dasyuroides byrnei)는 중부 오스트레일리아의 건조한 초원 지대와 사막에서 사는 작은 육식성 유대류이다. 코와리속(Dasyuroides)의 유일종이다.